# Traismauer
Traismauer är en stadskommun i Österrike. Den ligger i distriktet Sankt Pölten-Land i förbundslandet Niederösterreich, 50 kilometer nordväst om huvudstaden Wien. Kommunen har 6 517 invånare (2024).
Kommunen består av nio orter (Ortschaften) (inom parentes invånarantal 1 januari 2024):

- Frauendorf (177)
- Gemeinlebarn (726)
- Hilpersdorf (177)
- Oberndorf am Gebirge (272)
- St. Georgen an der Traisen (49)
- Stollhofen (1 075)
- Traismauer (2 935)
- Wagram ob der Traisen (733)
- Waldlesberg (373)